# Вернадского, 13 (театр)
Театр «Вернадского 13» (Драматический театр «Вернадского 13») — негосударственный, некоммерческий, независимый театр со своей постоянной труппой профессиональных актёров.
Зрительный зал театра рассчитан на 108 мест. Собственный репертуар ориентирован на взрослую, молодежную и детскую аудиторию. В репертуаре более двух десятков спектаклей (из них 7 спектаклей для молодежи и взрослых и 15 спектаклей для детей).

## История
Создан в 2000 году Еленой Громовой.
Создание театра имело свою предысторию, ещё в 1987 году команда молодых единомышленников — воспитанников «Театра на Таганке» и испытавших влияние «Театра на Юго-Западе», решила организовать молодежный творческий центр «Гистрион», ставший со временем театром-студией. Официальный статус был получен 2000 году, удачно и своевременно соединив профессиональный актёрский коллектив, согласие районной администрации и спонсорскую помощь.
Расположенный на периферии театральной Москвы, в Ломоносовском районе, театр взял на себя роль культурно-досугового центра. Здесь проводятся фестивали, концерты, выставки художников и фотографов, концерты с участием молодых исполнителей, непрофессиональных и детских театров (например, Театральной студии «Крылья»).

## Труппа театра

### Основная труппа
- Алексеев Данила Андреевич
- Андрусенко Анна Александровна
- Войцеховская Евгения Александровна
- Запорникова Дина Геннадьевна
- Карлов Игорь Владимирович
- Карпухина Надежда Геннадьевна
- Кузин Виктор Александрович
- Лукичев Михаил Александрович
- Мифтяхов Ринат Нуриахметович
- Разманов Владимир Витальевич
- Симонов Павел Александрович
- Цыганкова Галина Викторовна
- Шевченко Александра Андреевна
- Юшин Александр Николаевич

### Приглашённые артисты
- Афанасьева Мария Олеговна
- Бадакова Надежда Александровна
- Гусев, Дмитрий Николаевич /Театр на Юго-Западе/
- Жильцов, Илья Сергеевич
- Куприянов Юрий Александрович
- Курочкин Константин Михайлович /Театр на Юго-Западе/
- Ломтев Николай Валерьевич
- Мухина Татьяна Анатольевна
- Неудачин Сергей Александрович

### Ранее служили в театре
- Викторова Ирина
- Волков, Мамед Евгеньевич
- Квашнин Роман
- Кузнецова, Елена Юрьевна
- Кузнецова Татьяна Николаевна
- Садовская, Анастасия Александровна
- Садовская, Екатерина

## Репертуар театра

### Спектакли для взрослых
- «Женщина в песках» Кобо Абэ, философская притча
- «Стеклянный зверинец» Теннесси Уильямс, драма
- «Блэз» Клод Манье, совершенно французская комедия
- «Старший сын» Александр Вампилов, комедия
- «Fahrenheit 451» по роману Рэя Брэдбери «451 градус по Фаренгейту»
- «Как хочется счастья» Дмитрий Гусев, комедия
- «Сто йен за услугу» Бэцуяку Минору, лирический фарс

### Спектакли для детей
- «Трям! Здравствуйте» Сергей Козлов, сказочное путешествие в страну Тилимилимляндию
- «По щучьему велению…» Евгения Войцеховская, музыкальная сказка для старых и малых
- «Волшебник Изумрудного города» Александр Волков
- «По зелёным холмам океана…» Сергей Козлов
- «Алиса в Зазеркалье» Льюис Кэрролл
- «Золушка» Евгений Шварц
- «Щелкунчик» Евгения Войцеховская, по мотивам сказки Э. Т. А. Гофмана «Щелкунчик и мышиный король»
- «Кот в сапогах» Евгения Войцеховская
- «Двенадцать месяцев» Самуил Маршак
- «Сказка о странствующем принце, или принцесса на горошине» Евгения Войцеховская по сказкам братьев Гримм и Х. К. Андерсена
- «Белоснежка и семь гномов» Евгения Войцеховская, по мотивам сказки братьев Гримм
- «Секрет розовых очков» Евгения Войцеховская, юмористическое представление-сказка с элементами кукольного театра
- «Снежная королева» Евгений Шварц
- «Горя бояться — счастья не видать» Самуил Маршак
- «Русалочка» Х. К. Андерсен, Варвара Калганова, мюзикл

- - «Щелкунчик» Э. Т. А. Гофман
  - «Приключения братца Кролика и братца Лиса» Джоэль Харрис, сказки дядюшки Римуса
  - «Малыш и Карлсон» Астрид Линдгрен

## Адрес
119311, г. Москва, проспект Вернадского, д.13 (проезд до станции метро «Университет»)